# Wulingyuan
Cette page contient des caractères spéciaux ou non latins. S’ils s’affichent mal (▯, ?, etc.), consultez la page d’aide Unicode.
Le Wulingyuan (chinois : 武陵源 ; pinyin : wǔlíngyuán) est une zone d'intérêt historique et paysager dans la province du Hunan en Chine, célèbre pour ses piliers de grès. Cette zone compte environ 3 100 piliers, dont certains atteignent plus de 200 m de hauteur.
Ce parc régional est situé dans le district de Wulingyuan de la ville de Zhangjiajie, à environ 270 km à l'est de la capitale de la province, Changsha. Ses coordonnées géographiques sont 29°16'-29°24'N, 110°22'-110°41'E.
La région a été ajoutée au patrimoine mondial de l'UNESCO en 1992.
Le parc régional a inspiré les décors du film Avatar de James Cameron sorti en 2009.

Panorama des Cinq Doigts, piliers de grès quartzite.

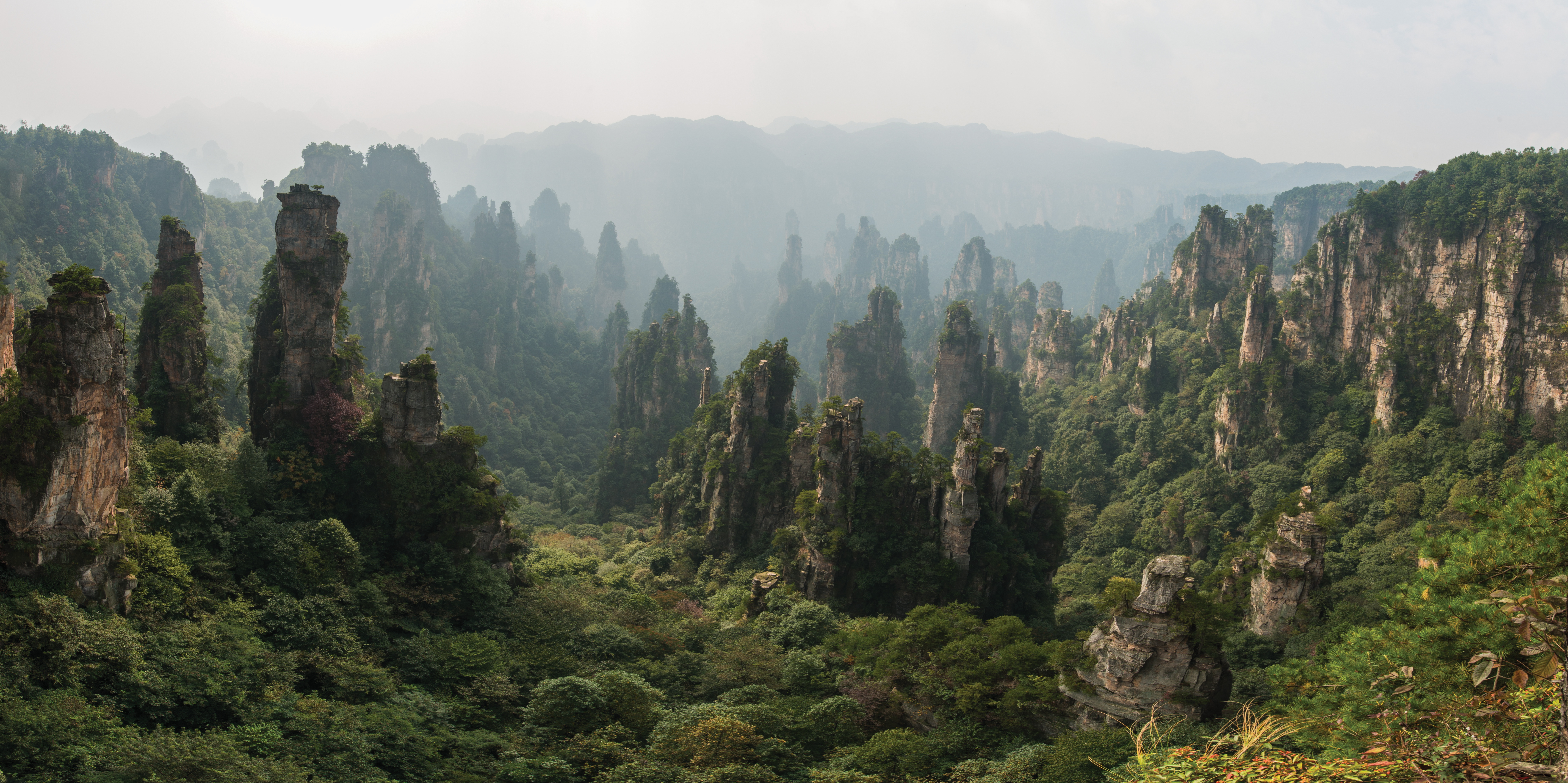
Autre panorama.